# Рацлавицкая панорама
Рацлавицкая панорама (пол. Panorama Racławicka) — картина-панорама, изображающая Битву под Рацлавицами во время польского национально-освободительного восстания Костюшко 4 апреля 1794 года между польскими повстанцами под командованием Тадеуша Костюшко и российскими войсками генерала графа Александра Петровича Тормасова.
Панорама была создана в 1893—1894 годах по заказу совета города Львова, в то время находившегося под австрийским правлением. Поводом к созданию панорамы стало столетие битвы. 
Картина длиной 114 м и высотой 15 м опоясывает круг диаметром 38 м.

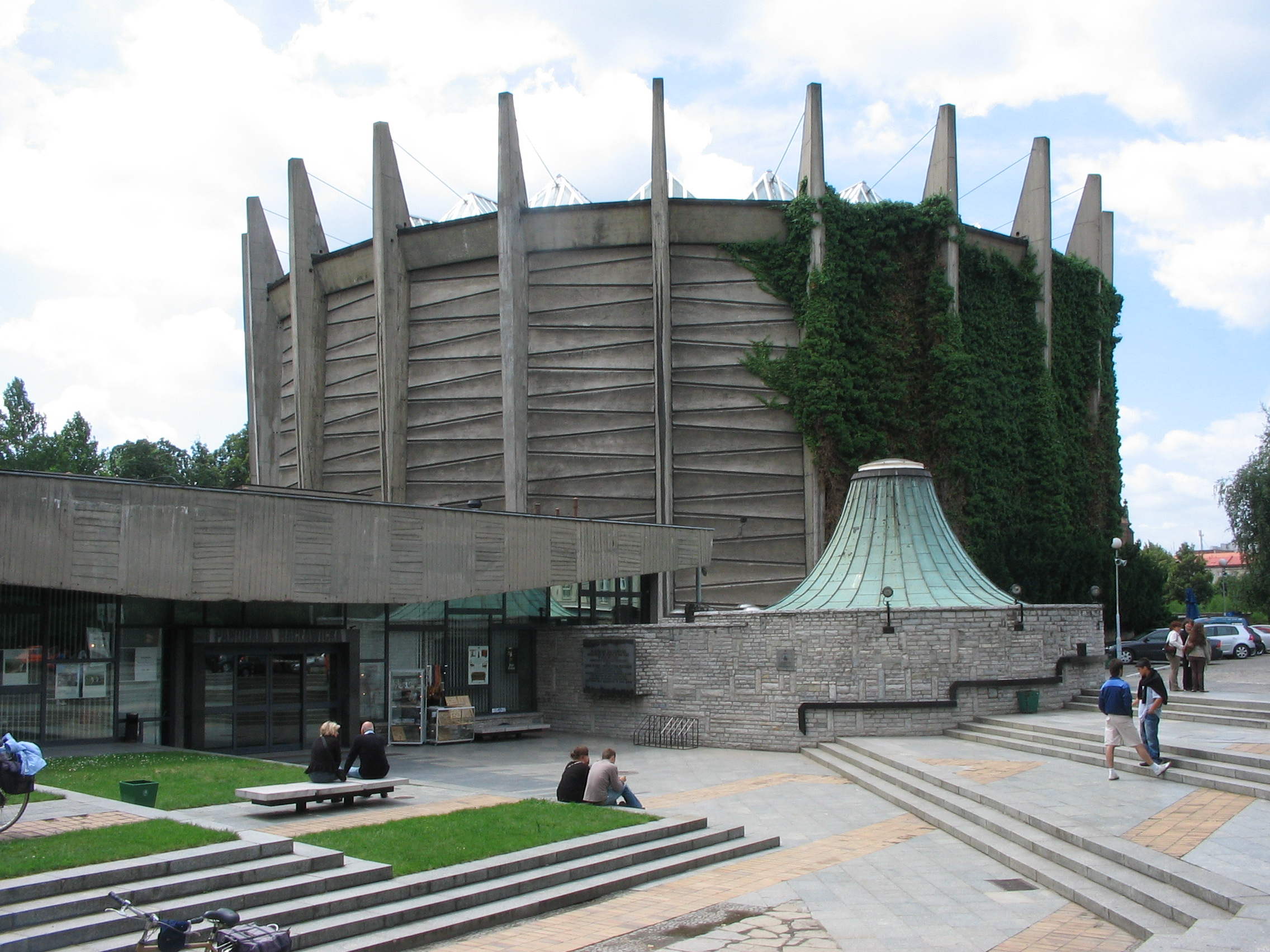
Ротонда Рацлавицкой панорамы во Вроцлаве

Главными авторами были художники Ян Стыка, Войцех Коссак и  Зигмунт Розвадовский. Панорама была открыта в сотую годовщину битвы 5 июня 1894 года в ходе проходившей во Львове польской всеобщей отечественной выставки.
Панорама находилась в специально построенном круглом здании в Стрыйском парке.
В 1944 году картина была частично повреждена в результате бомбардировки во время освобождения Львова от немецких оккупантов. В 1946 году была передана властям Польши и перевезена в город Вроцлав.
Долгие годы панорама хранилась в рулоне в Национальном музее во Вроцлаве.
В силу политических причин, связанных с известной осторожностью тогдашних просоветских властей социалистической Польши в отношении реакции Москвы на экспонирование панорамы, прославляющей победу над русскими (пусть и времён Екатерины Великой), долгие годы откладывалось решение о строительстве нового здания для панорамы. Лишь в 1980 году, благодаря изменению политических отношений с СССР в т. н. период «Солидарности», стало возможным начать строительство нового здания во Вроцлаве, а также реставрацию полотна, которая продлилась до 1985 года, когда 14 июня открыта панорама.
С тех пор до конца 2014 года панораму посетило восемь миллионов зрителей.